# گیتی (نرم‌افزار)
گیتی (انگلیسی: Gitea) یک بسته نرم‌افزاری منبع‌باز forge، برای میزبانی کنترل نسخه توسعه نرم‌افزار با استفاده از گیت و همچنین سایر ویژگی‌های مشترک مانند ردیابی اشکال، ویکی‌ها و بررسی کد است. از خود-میزبانی پشتیبانی می‌کند، اما یک نمونه شخص اول عمومی آزاد نیز ارائه می‌دهد.
از Gogs  انشعاب یافته و با گو نوشته شده است.
گیتی را می‌توان بر روی همه پلتفرم‌های پشتیبانی‌شده توسط گو
از جمله لینوکس، مک‌اواس و ویندوز میزبانی کرد.
بودجه این پروژه در Open Collective تامین می‌شود. 